# Michal Schlegel
Michal Schiegel (Ústí nad Orlicí, 31 maggio 1995) è un ciclista su strada ceco che corre per il team Elkov-Kasper. È attivo tra gli Elite/Under-23 dal 2014.

## Carriera
Nel 2012 e nel 2013 vince il campionato nazionale a cronometro Juniores. Passato agli Under-23 nel 2014, nel 2015, in maglia AWT-Greenway, vince diverse classifiche dei giovani in brevi corse a tappe, tra cui quella al Czech Cycling Tour. In settembre ottiene inoltre il settimo posto ai Campionati del mondo di Richmond nella prova per gli Under-23. L'anno successivo, gareggiando per la Klein Constantia (già AWT), vince i campionati nazionali Under-23 sia nella prova in linea sia in quella a cronometro.
Nel 2017 firma con il team CCC Sprandi Polkowice, debuttando da professionista. In stagione partecipa al Giro di Croazia, raggiungendo il settimo posto nella classifica generale e vincendo la classifica riservata ai giovani; prende poi parte anche al Giro d'Italia, terminando la "Corsa rosa" in quarantacinquesima posizione.
Passato a inizio 2019 alla ceca Elkov-Author, nel 2021 ottiene le prime vittorie in gare Europe Tour: fa sue una tappa e la classifica finale del Tour of Maloposka, una tappa dell'Oberösterreichrundfahrt e la Visegrad 4 Kerekparverseny in linea. Nel 2022 si trasferisce al ProTeam spagnolo Caja Rural-Seguros RGA.

## Palmarès
- 2012 (Juniores)

Campionati cechi, Prova a cronometro Juniores
- 2013 (Juniores)

Campionati cechi, Prova a cronometro Juniores
- 2016 (Klein Constantia, due vittorie)

Campionati cechi, Prova a cronometro Under-23
Campionati cechi, Prova in linea Under-23
- 2019 (Elkov - Author Cycling Team, una vittoria)

3ª tappa Tour Alsace (Ribeauvillé > Station du Lac Blanc)
- 2021 (Elkov-Kasper, quattro vittorie)

1ª tappa Tour of Maloposka (Wieliczka > Myślenice Góra Chełm)
Classifica generale Tour of Maloposka
2ª tappa Oberösterreichrundfahrt (Efferding > Oberneukirchen)
Visegrad 4 Kerekparverseny

### Altri successi
- 2015 (AWT-Greenway)

Classifica giovani GP Internacional de Torres Vedras
Classifica giovani Czech Cycling Tour
Classifica giovani East Bohemia Tour
- 2016 (Klein Constantia)

Classifica giovani Czech Cycling Tour
- 2017 (CCC Sprandi Polkowice)

Classifica giovani Giro di Croazia
Classifica giovani Czech Cycling Tour
- 2021 (Elkov-Kasper)

Classifica a punti Oberösterreichrundfahrt

## Piazzamenti

### Grandi Giri
- Giro d'Italia

2017: 45º
- Vuelta a España

2023: 114°

### Classiche monumento
- Giro di Lombardia

2022: ritirato

### Competizioni mondiali
- Campionati del mondo

Valkenburg 2012 - Cronometro Junior: 45º
Firenze 2013 - Cronometro Junior: 52º
Firenze 2013 - In linea Junior: 112º
Richmond 2015 - Cronometro Under-23: 31º
Richmond 2015 - In linea Under-23: 7º
Doha 2016 - In linea Under-23: 123º
Bergen 2017 - In linea Under-23: 34º
- Giochi olimpici

Tokyo 2020 - In linea: ritirato

### Competizioni europee
- Campionati europei

Goes 2012 - Cronometro Juniores: 27º
Goes 2012 - In linea Juniores: 101º
Frýdek-Místek 2013 - Cronometro Juniores: 21º
Nyon 2014 - Cronometro Under-23: 18º
Nyon 2014 - In linea Under-23: 76º
Tartu 2015 - Cronometro Under-23: 31º
Tartu 2015 - In linea Under-23: 68º
Plumelec 2016 - In linea Under-23: 24º
Alkmaar 2019 - Staffetta mista: 7º
Alkmaar 2019 - Cronometro Elite: 24º
Alkmaar 2019 - In linea Elite: ritirato
- Giochi europei

Baku 2015 - In linea: ritirato